# Imperium Karolińskie

Ekspansja państwa frankijskiego

Imperium Karolińskie także Imperium Frankijskie (łac. Romanorum imperium) – we współczesnej historiografii określenie używane w odniesieniu do epoki hegemonii dynastii Karolingów w Europie Zachodniej.
Termin Imperium Karolińskie jest współczesny, w czasach jego istnienia używano różnych określeń: universum regnum (królestwo uniwersalne), imperium christianum (cesarstwo chrześcijańskie), Romanorum sive Francorum imperium (Cesarstwo Rzymian i Franków), Romanum imperium (Cesarstwo Rzymian).
Jako początek tej epoki, symbolicznie przyjmuje się 25 grudnia 800 roku, kiedy papież Leon III koronował Karola I Wielkiego na Cesarza Rzymian. Wśród historyków trwają spory, od kiedy można mówić o Imperium Karolińskim, gdyż ta dynastia dominowała w Europie już od czasów Karola Młota, a koronacja Karola Wielkiego w praktyce niewiele zmieniała.
Także data końca tej epoki nie jest jednoznacznie uznana. Po śmierci Ludwika II Pobożnego w 840 roku nastąpił podział Królestwa Franków na Państwo środkowofrankijskie, Państwo zachodniofrankijskie i Państwo wschodniofrankijskie, mimo to tytuł cesarski pozostał utrzymany. Dopiero po śmierci Karola III Grubego w 887 roku jego następcą jako cesarza Rzymian został Gwido III ze Spoleto, który nie pochodził z dynastii Karolingów.

## Historia

### Geneza
Poprzednicy Karola Wielkiego stworzyli podstawy pod budowę Imperium. Dziadek Karola, Karol Młot pokonał w Bitwie pod Poitires w 732 roku i armię Kalifatu oraz ich kolejny atak w 737 roku zatrzymał ekspansję islamu w Europie, po czym rozpoczął tytułowanie się księciem Franków, a nie jak dotychczas, wyłącznie określeniem majordomem. Jego syn Pepin Krótki, a ojciec Karola Wielkiego, w 751 roku koronował się na króla Franków i podbił, należącą do Emiratu Kordoby, Septymanię.
Obejmując władzę, Karol Wielki władał obszernym państwem, które jeszcze powiększył o królestwa Włoch (774), Sasów (782), Bawarów i Karantan (788) i tym samym jego państwo stało się największym w Europie.

### Cesarz Karol Wielki
Tytułem poświadczającym dokonania Karola Wielkiego było otrzymanie tytułu cesarza w Boże Narodzenie 800 roku w Rzymie z rąk papieża Leona III. Był to cios dla Bizancjum, którego władcy wciąż tytułowali się cesarzami rzymskimi. Nic też dziwnego, że dopiero po dwunastu latach Konstantynopol uznał tytuł cesarski Karola. Nie doszło też do wskrzeszenia cesarstwa uniwersalnego, obejmującego zarówno Zachód, jak i Wschód, do czego doprowadzić miał planowany ślub Karola z bizantyjską cesarzową Ireną. Ostateczny podział chrześcijańskiego świata na dwa niezależne od siebie ośrodki władzy stał się faktem. Centrum odnowionego cesarstwa zachodniego mieściło się teraz nie w Rzymie, lecz w ulubionym mieście Karola, Akwizgranie, przez co odcięło się ono politycznie od antycznej przeszłości, nabierając charakteru europejskiego.

### Upadek imperium
Stworzone przez Karola Wielkiego państwo nie przetrwało próby czasu. Stworzone za pomocą oręża nie miało – poza osobą władcy i religią chrześcijańską – żadnej wspólnej więzi. Utrzymywało się po śmierci Karola jeszcze prawie 30 lat pod rządami najmłodszego syna Karola, Ludwika zwanego Pobożnym, który objął tron w 814 roku, zachowując tytuł cesarski. Jednak Ludwik nie dorównywał ojcu zdolnościami i nie radził sobie ze wzrostem nastrojów separatystycznych oraz buntami. Sytuację komplikowały dodatkowo najazdy wikingów, Arabów oraz Węgrów.
Po śmierci cesarza Ludwika I, doszło do walk pomiędzy jego synami: cesarzem Lotarem I, Ludwikiem Niemieckim i Karolem Łysym. Zakończeniem sporu był traktat w Verdun, na mocy którego Królestwo Franków rozpadło się na części centralną, wschodnią i zachodnią, a tytuł cesarza otrzymał jego syn Lotar I (jako współcesarz od 817 roku). Po śmierci Lotara w 855 jego najstarszy syn Ludwik II został cesarzem, a jego śmierć spowodowała wygaśnięcie tej linii Karolingów. Tak więc tytuł cesarski przypadł teraz stryjowi zmarłego cesarza, Karolowi II Łysemu. Karol zmarł jednak dwa lata później i królem Włoch został Karol Otyły, który w 881 roku w podzięce za pomoc udzieloną papieżowi Janowi otrzymał tytuł cesarski, w 882 tytuł króla Wschodnich Franków, a w grudniu tego samego roku tytuł króla Zachodnich Franków. Karol został obalony w 887 roku przez Arnulfa z Karyntii, a po nim cesarzem został Gwido i był pierwszym cesarzem niepochodzącym z dynastii Karolingów, co niektórzy uważają za ostateczny koniec Imperium Karolińskiego. Arnulf z Karyntii, który na cesarza koronował się dopiero w 896 roku, zmarł w 899. Na cesarza w 900 roku został koronowany Ludwik III Ślepy, ale już w 905 roku został uwięziony przez Berengara I z Friulu, który został cesarzem w 915 roku. Ludwik III był ostatnim Karolingiem posiadającym tytuł cesarza. W latach 924–962 nikt nie był cesarzem, uczynił to dopiero Otton I Wielki, uważany za twórcę państwa niemieckiego, a nie wschodniofrankijskiego. Część historyków uznaje za datę końca imperium 987 roku, czyli rok śmierci Ludwika V Gnuśnego, ostatniego króla z dynastii Karolingów.

### Zakres terytorialny
Monarchia Karola Wielkiego obejmowała pod koniec jego panowania obszar liczący ponad milion km². W szczytowym okresie rozwoju imperium Karola Wielkiego obejmowało tereny dzisiejszych państw:
- Francji (w tym Korsyki)
- Belgii
- Holandii
- Austrii
- Szwajcarii
- zachodnich Niemiec
- północnych Włoch
- Słowenii
- oraz północno-wschodnią część Hiszpanii i Baleary.

Cesarstwo karolińskie nigdy nie było scentralizowane, zawsze składało się z wielu części. Sercem był obszar leżący między Loarą a Renem (część tego regionu dała początek Lotaryngii), gdzie najczęściej przebywał król-cesarz. Tam znajdował się „pałac królewski” (m.in. pałac w Akwizgranie, który pełnił rolę stolicy). Obszar centralny odgrywał największą rolę w gospodarce. Karolingowie dążąc do utrzymania spójności swego ogromnego państwa oraz do poznania i opanowania różnorodnych regionów musieli dużo podróżować. Przenosili się z miejsca na miejsce, aby czuwać nad prawidłowym wykonaniem swoich rozkazów. Ówczesny król czy senior nie rządził sam, powinien był otaczać się swoimi panami i zasięgać ich rady. Tak samo działał Karol Wielki, zawsze najpierw wysłuchiwał swoich doradców.
Rzym był ówcześnie najludniejszym miastem Zachodu, cieszył się ogromnym prestiżem i był ideałem miasta. Cywilizacja karolińska była cywilizacją drewna. Żelazo było surowcem rzadkim i narzędzia rolnicze tylko wyjątkowo były robione z metalu. Większość budowli karolińskich zniknęła, ponieważ były z drewna. Drewniane były domy wiejskie, a nawet miejskie. Również pałace były częściowo z drewna. Na budynki kamienne materiału dostarczały kamieniołomy, a najczęściej ruiny rzymskich budowli. Drogi w cesarstwie były niebezpieczne, wszędzie szerzyły się rozboje dokonywane przez bandytów, z czym usiłował walczyć Karol Wielki. W drogę należało wybierać się w grupie, by uniknąć napadu lub go odeprzeć.

### Organizacja państwa
Administracja w tak ogromnym państwie była niezwykle trudna. Utrzymany został funkcjonujący jeszcze za Merowingów podział na ziemie oraz powiaty, ale obok niego wprowadzono hrabstwa jako mniejsze jednostki terytorialnego zarządu, które podlegały urzędnikom mianowanym i odwoływanym przez władcę. Na kresach monarchii zorganizowano marchie, na czele których stanęli margrabiowie o szerokich kompetencjach wojskowych. Marchie te (Duńska, Friulska, Hiszpańska, Bretońska, Panońska) – były zaporą militarną blokującą ludom pogańskim i muzułmanom wstęp na ziemie państwa karolińskiego.
W celu utrzymania rozległego kraju w pokoju i bez buntów, Karol dysponował trzema środkami: hrabstwami, strukturą kościelną i siecią swych wasali. Dawnym królestwem Franków zarządzali reprezentanci króla, kierujący okręgami o mniejszej lub większej powierzchni. Po zdobyciu nowych terytoriów tworzone były takie okręgi albo powierzano arystokracji frankijskiej hrabstwa już istniejące. Czasem również Karol nie chciał niszczyć miejscowej arystokracji i pozbawiać jej kontroli nad ziemiami i poddanymi; chciał ją pozyskać i oddawał jej hrabstwa we władanie. Trudno ustalić granice hrabstw i ich liczbę, ale było ich prawdopodobnie od czterystu do siedmiuset. Sieć kościołów i klasztorów była często pierwszymi placówkami struktury administracyjnej i ważnymi ośrodkami władzy. Z podbojem była związana polityka chrystianizacji ludności – zakładanie kościołów i klasztorów, co było doskonałym sposobem oznaczania terytorium. Ponadto klasztory królewskie wspomagały funkcjonowanie państwa (m.in. ściągały podatki i zwoływały do armii). Wasalami byli wolni ludzie, którzy poddali się władcy w zamian za beneficjum. Było nim pełnienie służby wojskowej z własnym ekwipunkiem. Podboje pozwalały Karolowi na zwiększanie liczby wasali, których osadzał na nowych terytoriach. Często nie pochodzili oni z arystokracji, ale byli traktowani z prestiżem i cieszyli się opieką tak wielkiego możnowładcy, który surowo karał tych, którzy ich skrzywdzili. Często właśnie dzięki nim, nieuczestniczącym w kłótniach lokalnej arystokracji, Karol otrzymywał informacje, co dzieje się na krańcach jego państwa.

### Armia
W państwie karolińskim każdy wolny człowiek był zobowiązany do służby wojskowej, ale od połowy VIII wieku ciężka jazda z powodu upadku społecznego piechoty stała się „królową bitew”, dlatego trzon armii stanowiła kasta wielkich właścicieli ziemskich. Broń i ekwipunek były bardzo kosztowne, np. około początku IX wieku koń kosztował tyle co 18-20 krów. Poza tym wojownik sam musiał zadbać o konie i uzbrojenie dla swoich giermków, zabierać żywność na czas kampanii itd. O ile arystokracja chętnie brała udział w boju, większość armii – piechota – niechętnie opuszczała domy i sezonowe prace w polu. Karol Wielki ze swoim sztabem bardzo starannie przygotowywał każdą kampanię. Nie rozpoczynał żadnej, zanim nie zapoznał się z raportami zwiadowców, wysyłanych na terytorium nieprzyjaciela oraz nie przestudiował map, jakie udało się zebrać. Poza tym musiał zgromadzić wszystko, co było potrzebne do długiej wyprawy. Rabunek przez wojsko był zabroniony, dopóki nie wkroczyło ono na teren nieprzyjaciela. Każdy wojownik odpowiadał za szkody wyrządzone przez jego konie na polach uprawnych. Już w nieprzyjacielskim kraju w większości przypadków dowództwo decydowało się na totalny rabunek, palenie zabudowań i mordowanie każdego, kto wpadł w ręce rycerzy. Dzięki łupom zrabowanym nieprzyjacielowi Frankowie mogli żyć dostatnio. Szał wojenny Franków nie znał umiaru w walkach z poganami.